# Sarcostemma clausum
El bejuco de leche (Sarcostemma clausum) es una enredadera que crece en forma silvestre en  zonas cálidas desde el sur de la Florida, las Antillas y norte de Suramérica. 

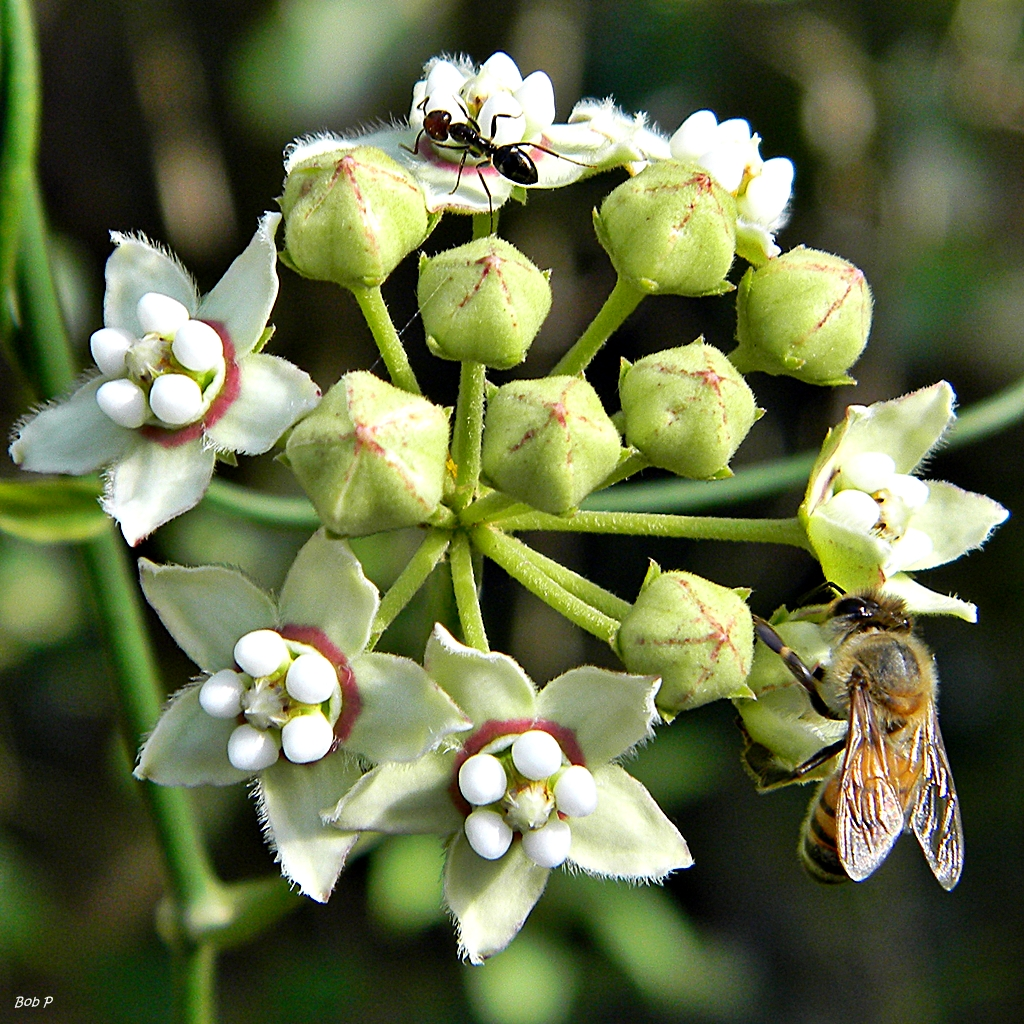
Inflorescencia

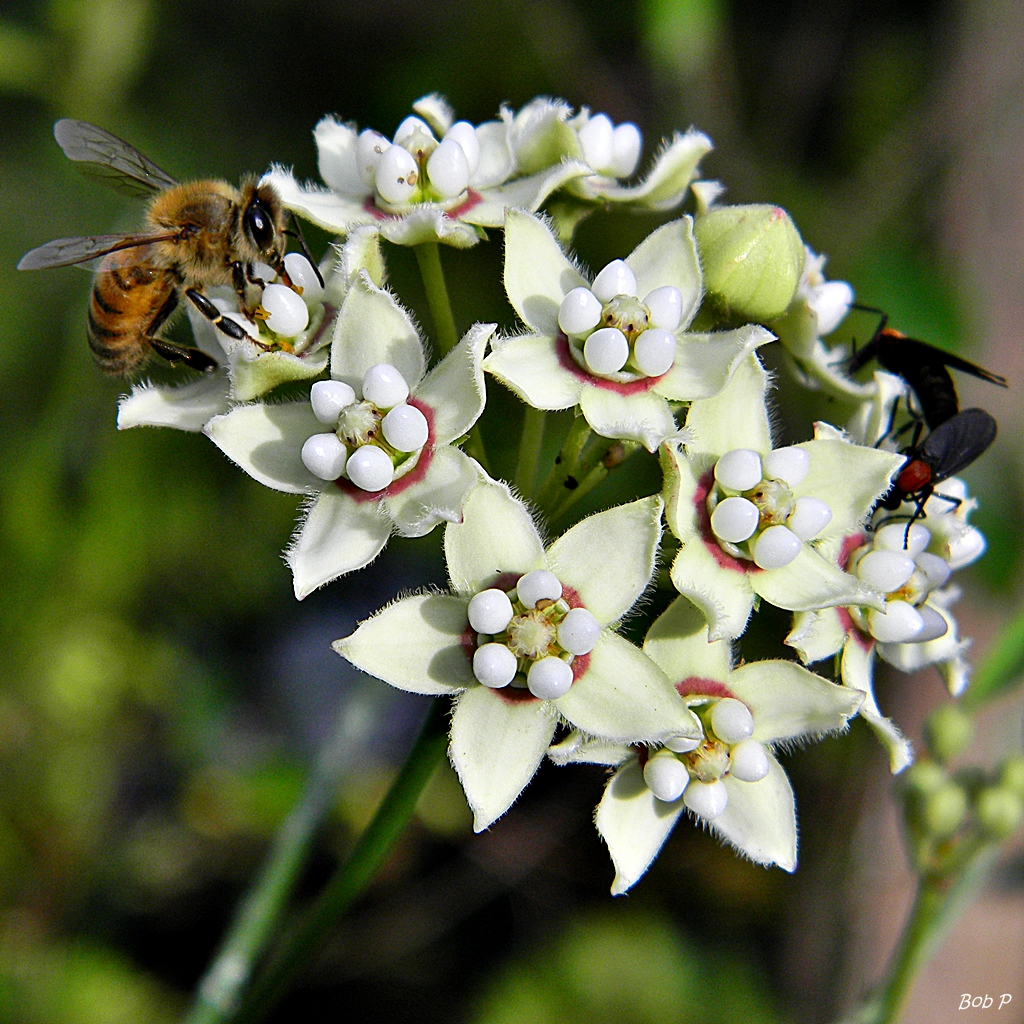
Flores

## Descripción
Es una planta trepadora herbácea con látex blanco, hojas opuestas, sésiles o pecioladas. La inflorescencia es una umbela de hasta treinta flores blancas, hermafroditas, corola con cinco lóbulos, frutos foliculares y con numerosas semillas.

## Propiedades
En lagunas regiones el látex es usado para curar irritaciones de los ojos.

## Taxonomía
Sarcostemma clausum fue descrita por Josef August Schultes y publicado en Systema Vegetabilium 6: 114–115. 1820.
Etimología
Sarcostemma: nombre genérico que proviene del griego sarx que significa "carnoso" y stemma que significa "corona", hace alusión a la corona floral carnosa.
clausum: epíteto latino y significa "cerrado o encerrado".
Sinonimia
- Asclepias clausa Jacq.
- Asclepias viminalis Sw.
- Cynanchum clausum (Jacq.) Jacq.
- Cynanchum mexicanum Brandegee
- Funastrum apiculatum (Decne.) Schltr.
- Funastrum barbatum (Mart. ex E.Fourn.) Schltr.
- Funastrum bonariense (Hook. & Arn.) Schltr.
- Funastrum clausum (Jacq.) Schltr.
- Funastrum crassifolium (Decne.) Schltr.
- Funastrum cumanense (Kunth) Schltr.
- Funastrum cuspidatum (E. Fourn.) Schltr.
- Funastrum fragile Rusby
- Funastrum gardneri (E. Fourn.) Schltr.
- Funastrum glaziovii (K. Schum.) Schltr.
- Funastrum lanceolatum Rusby
- Funastrum lasianthum (Schltr.) Schltr.
- Funastrum pallidum (E. Fourn.) Schltr.
- Funastrum palmeri (A. Gray) Schltr.
- Funastrum pedunculatum (E. Fourn.) Schltr.
- Funastrum pubescens (Kunth) Schltr.
- Funastrum riparium (Decne.) Schltr.
- Funastrum schottii (E. Fourn.) Schltr.
- Funastrum seibertii Woodson
- Philibertella clausa (Jacq.) Vail
- Philibertella crassifolia (Decne.) Vail
- Philibertella cumanensis (Kunth) Vail
- Philibertella lasiantha Schltr.
- Philibertella pallida (E. Fourn.) Schltr.
- Philibertella palmeri Vail
- Philibertella pedunculata (E. Fourn.) Schltr.
- Philibertella riparia (Decne.) Stuntz
- Philibertia bonariensis (Hook. & Arn.) Malme
- Philibertia clausa (Jacq.) K.Schum.
- Philibertia crassifolia (Decne.) Hemsl.
- Philibertia cumanensis (Kunth) Hemsl.
- Philibertia cuspidata (E. Fourn.) Malme
- Philibertia gardneri (E. Fourn.) K. Schum.
- Philibertia palmeri A. Gray
- Philibertia riparia (Decne.) Malme
- Philibertia viminalis (Sw.) A. Gray
- Sarcostemma apiculatum Decne.
- Sarcostemma barbatum Mart. ex E. Fourn.
- Sarcostemma bifidum E. Fourn.
- Sarcostemma bonariense Hook. & Arn.
- Sarcostemma brownii G. Mey.
- Sarcostemma crassifolium Decne.
- Sarcostemma cumanense Kunth
- Sarcostemma cuspidatum E. Fourn.
- Sarcostemma dombeyanum Decne.
- Sarcostemma gardneri E. Fourn.
- Sarcostemma glaziovii K. Schum.
- Sarcostemma lineare Spreng.
- Sarcostemma pallidum E. Fourn.
- Sarcostemma pedunculatum E. Fourn.
- Sarcostemma pubescens Kunth
- Sarcostemma riparium Decne.
- Sarcostemma schottii E. Fourn.
- Sarcostemma swartzianum Schult.[4]